# Subhi Labib
Subhi Yanni Labib (arabisch صبحي يني لبيب, DMG Ṣubḥī Yannī Labīb; * 27. März 1924 in Tanta/Ägypten; † 22. März 1987 in Hamburg) war ein ägyptisch-deutscher Orientalist.

## Leben

### Ägypten (1927–1954)
Subhi Labib war der Sohn des koptischen Großgrundbesitzers und Gymnasialdirektors Yanni Labib. Nach dem Besuch einer koptischen und einer weiterführenden Schule in Tanta, an der er 1941 sein Abitur machte, begann er sein Studium er an der Universität Alexandria. 1945 erlangte er den Grad eines Bachelor of Arts, woraufhin er ein zweijähriges Forschungsstipendium erhielt. Danach arbeitete er von 1947 bis 1950 als Bibliothekar an der Universitätsbibliothek Alexandrias. Seinen Master of Arts erlangte Labib 1950 mit der Arbeit „Handelsgeschichte Alexandriens im 14. Jahrhundert“, wofür ihm der Preis der Handelskammer Alexandrias verliehen wurde.
1950 nahm Labib mit seinem Doktorvater Aziz Suryal Atiyah an der amerikanisch-ägyptischen Mount-Sinai-Expedition teil, die sich mit der Handschriftensammlung des Katharinenklosters beschäftigte. In seiner neuen Funktion als Leiter der Katalogisierungsabteilung der Universitätsbibliothek Alexandrias beschäftigte sich Labib bis 1952 mit der Katalogisierung und Mikroverfilmung dieser Handschriften. In den folgenden beiden Jahren arbeitete er in einem Projekt der Ford Foundation an einer Untersuchung der sozialen Probleme Alexandrias. Mit der Arbeit „Die Handelsgeschichte Ägyptens während der Kreuzzüge“ wurde er 1953 mit Auszeichnung promoviert.

### Europa und USA (1954–1987)
Um seine Studien zur Handelsgeschichte vertiefen zu können, erhielt Labib 1954 von der französischen Regierung ein einjähriges Stipendium, das ihm erlaubte, Wissenschaftler wie Fernand Braudel zu konsultieren und französische Bibliotheken zu besuchen. Noch im selben Jahr kam er an die Universität Hamburg, wo er auf Empfehlung des Basler Orientalisten Fritz Meier Lektor für die arabische Sprache wurde.
In Hamburg habilitierte sich Labib 1961 mit der Unterstützung von Otto Brunner mit „Handelsgeschichte Ägyptens im Spätmittelalter“, wofür er allerdings die in Hamburg dafür notwendigen Altgriechisch-Kenntnisse schuldig blieb. Bis 1965 blieb Labib als Privatdozent am Historischen Seminar der Universität Hamburg und erhielt Fördermittel für besondere Forschungsvorhaben von der DFG. Er entschied sich gegen ein Angebot der Ruhr-Universität Bochum, wo er die Bibliothek aufbauen sollte, und wechselte aufgrund der besseren Forschungsbedingungen an die Christian-Albrechts-Universität zu Kiel. Nach einem Jahr als Gastdozent arbeitete Labib ab 1966 als beamteter Dozent in Kiel.
Für zwei Monate war Labib an der University of Utah in Salt Lake City Gastdozent, wo er 1970 in Nachfolge seines Doktorvaters Atiyah die ordentliche Professur annahm, wobei er von der Kieler Universität beurlaubt wurde. 1972 wurde der Antrag auf weitere Beurlaubung abgelehnt und auch Labibs Versuch, eine Doppelprofessur in Kiel und Utah zu erlangen, scheiterte. Seine Entscheidung zwischen Kiel und Utah fiel wegen der besseren Ausbildungsmöglichkeiten der Kinder und der höheren Pensionsansprüche auf Kiel. So kehrte Labib zum Sommersemester 1973 dorthin zurück.
Er erwarb 1974 die deutsche Staatsangehörigkeit. 1979 wurde Labib zum außerplanmäßigen Professor für die Mittlere und Neuere Geschichte des Vorderen Orients in Kiel berufen. Dieses Amt bekleidete er bis zu seinem Tod 1987.
In Hamburg war Labib Vorsitzender der dortigen koptischen Kirchengemeinde.

## Leistungen
Labib forschte vor allem über die Geschichte des arabischen Raumes, jedoch habilitierte er sich nicht in Orientalistik, sondern in Geschichte, da er außer Arabisch keine Sprache des Vorderen Orients beherrschte. Seine Sprachkenntnisse galten dennoch in der deutschen Orientalistik als besonders wertvoll, weil er einer der wenigen Muttersprachler war. Sein Schwerpunkt lag auf der mittelalterlichen Wirtschafts- und Sozialgeschichte, für die er in der Orientalistik zu seiner Zeit der einzige bedeutende Vertreter war. So schrieb er zu diesem Gebiet Artikel im Lexikon des Mittelalters.
Labibs Habilitationsschrift gilt als Standardwerk. Als erster Wissenschaftler beleuchtete er die Handelsgeschichte Ägyptens mithilfe von arabischen Quellen und konnte so das bisherige Forschungsbild berichtigen. Jedoch benutzte er keine nichtarabischen Quellen, wodurch es dem Orientalisten Eli Ashtor zufolge zu einigen Fehlresultaten kam. Für Ulrich Haarmann war die Quellenarbeit hingegen „erschöpfend“. Hinsichtlich der Quellensuche war Labib für seinen „Bienenfleiss“ bekannt. Zeitgenossen schätzten mehrheitlich die neuen Gedanken, mit denen er die Forschung voranbrachte, Eli Ashtor bezweifelte jedoch, dass Labib neue Wege weisen könne. Seine Studenten konnte Labib für seine Interessen begeistern, denn trotz des exotischen Bereichs innerhalb der deutschen Geschichtswissenschaft waren Labibs Kurse gut besucht.
Neben seinem Forschungsschwerpunkt beschäftigte sich Labib mit der Herausgabe von zuvor noch unveröffentlichten Werken arabischer Autoren. Zudem befasste er sich vor allem in seinen letzten Jahren mit der Geschichte seiner Glaubensgemeinschaft, was im dreibändigen Werk „Die Kopten“ mündete, bei dem er Mitherausgeber war und viele Artikel selbst schrieb.
In Ägypten galt Labib noch viele Jahre nach seinem Fortgang nach Europa als einer der bedeutendsten Historiker des Landes und er genoss internationale Anerkennung, die er auf Vortragsreisen erlangen konnte, die ihn in viele europäische Staaten, in die USA und nach Indien führten. Seine fließenden Sprachkenntnisse im Arabischen, Deutschen, Englischen und Französischen waren ihm dabei von Nutzen. Er galt aufgrund seiner Verbindung zweier Kulturkreise als „Weltbürger klassischen Zuschnitts“.

## Schriften

### Monographien
- Handelsgeschichte Ägyptens im Spätmittelalter (1171–1517). Wiesbaden 1965 [Beihefte der Vierteljahrschrift für Sozial- und Wirtschaftsgeschichte 46].

### Herausgeberschaften
- Die Kopten. 3 Bde. Hamburg 1980–1983.
- Idrīs b. Baidakīn b. ˁAbdallāh at-Turkumānī al-Ḥanafī: Kitāb al-Lumaˁ fī l-ḥawādīṯ wal-bidaˁ. Eine Streitschrift gegen unstatthafte Neuerungen. Wiesbaden 1986 [Quellen zur Geschichte des islamischen Ägyptens 3].
- Ğalāl ad-Dīn as-Suyūţī: Risāla fī Ğawāz Iqţāˁ as-Sulţān aš-Šāriˁ. Texte zur Wirtschaftsgeschichte Ägyptens im Mittelalter. In: Der Islam 35 (1960).